# Kirker på Færøerne
Kirker på Færøerne er en oversigt over kirkebygninger på Færøerne.
Listen omfatter i hovedsagen kirker tilhørende Fólkakirkjan, den lutherske statskirke på Færøerne. Mariukirkjan, der er Færøernes eneste katolske kirke, er også inkluderet. Enkelte ældre kirker, der ikke længere er i almindelig brug, er også taget med.
| Kirke                   | Sted          | Ø        | Kirkesamfund       | Byggeår/Indviet | Materiale | Billede                  | Koordinater                                   |
| ----------------------- | ------------- | -------- | ------------------ | --------------- | --------- | ------------------------ | --------------------------------------------- |
| Argja kirkja            | Argir         | Streymoy | Fólkakirkjan       | 1974            |           | Foto: Erik Christensen   | 61°59′51″N 6°46′27″V / 61.99758°N 6.77428°V   |
| Árnafjarðar kirkja      | Árnafjørður   | Borðoy   | Fólkakirkjan       | 1937            |           | Foto: Erik Christensen   | 62°15′18″N 6°32′16″V / 62.25492°N 6.53777°V   |
| Bíggjar kirkja          | Bøur          | Vágar    | Fólkakirkjan       | 1865            |           | Foto: Erik Christensen   | 62°05′11″N 7°22′14″V / 62.08636°N 7.37049°V   |
| Christianskirkjan       | Klaksvík      | Borðoy   | Fólkakirkjan       | 1963            | Træ, sten | Foto: Erik Christensen   | 62°13′31″N 6°35′11″V / 62.2254°N 6.58648°V    |
| Dals kirkja             | Dalur         | Sandoy   | Fólkakirkjan       | 1957            |           | Foto: Erik Christensen   | 61°47′01″N 6°40′35″V / 61.78365°N 6.6765°V    |
| Eiðis kirkja            | Eiði          | Eysturoy | Fólkakirkjan       | 1881            |           | Foto: Erik Christensen   | 62°17′57″N 7°05′28″V / 62.29925°N 7.09117°V   |
| Elduvíkar kirkja        | Elduvík       | Eysturoy | Fólkakirkjan       | 1951            |           |                          | 62°16′56″N 6°54′48″V / 62.28236°N 6.91334°V   |
| Fámjins kirkja          | Fámjin        | Suðuroy  | Fólkakirkjan       | 1876            |           | Foto: Erik Christensen   | 61°31′33″N 6°52′46″V / 61.52572°N 6.87949°V   |
| Fríðrikskirkjan         | Nes           | Eysturoy | Fólkakirkjan       | 1994            |           | Foto: Erik Christensen   | 62°05′14″N 6°44′18″V / 62.0871°N 6.7384°V     |
| Fuglafjarðar kirkja     | Fuglafjørður  | Eysturoy | Fólkakirkjan       | 1984            |           | Foto: Erik Christensen   | 62°14′35″N 6°48′55″V / 62.24308°N 6.81531°V   |
| Funnings kirkja         | Funningur     | Eysturoy | Fólkakirkjan       | 1847            |           | Foto: Erik Christensen   | 62°17′13″N 6°57′59″V / 62.28684°N 6.96635°V   |
| Gjáar kirkja            | Gjógv         | Eysturoy | Fólkakirkjan       | 1929            |           | Foto: Erik Christensen   | 62°19′28″N 6°56′35″V / 62.32432°N 6.94298°V   |
| Glyvra kirkja           | Glyvrar       | Eysturoy | Fólkakirkjan       | 1927 og 1981    |           | Foto: Erik Christensen   | 62°07′40″N 6°43′32″V / 62.12779°N 6.72549°V   |
| Gøtu kirkja             | Gøtugjógv     | Eysturoy | Fólkakirkjan       | 1995            |           | Foto: Erik Christensen   | 62°11′36″N 6°44′46″V / 62.19343°N 6.74622°V   |
| Gøta kirkja, (eldra)    | Norðragøta    | Eysturoy | Fólkakirkjan       | 1833            |           | Foto: Erik Christensen   | 62°11′51″N 6°44′22″V / 62.19746°N 6.73937°V   |
| Haldarsvíkar kirkja     | Haldarsvík    | Streymoy | Fólkakirkjan       | 1995            |           |                          | 62°16′33″N 7°05′33″V / 62.27586°N 7.09242°V   |
| Hattarvíkar kirkja      | Hattarvík     | Fugloy   | Fólkakirkjan       | 1899            |           |                          |                                               |
| Hests kirkja            | Hestur        | Hestur   | Fólkakirkjan       | 1911            |           | Foto: Erik Christensen   | 61°57′23″N 6°53′05″V / 61.95652°N 6.88486°V   |
| Hósvíkar kirkja         | Hósvík        | Streymoy | Fólkakirkjan       | 1929            |           | Foto: Erik Christensen   |                                               |
| Hovs kirkja             | Hov           | Suðuroy  | Fólkakirkjan       | 1943            | Træ       | Foto: Erik Christensen   | 61°30′25″N 6°45′35″V / 61.50702°N 6.75965°V   |
| Hoyvíkar kirkja         | Hoyvík        | Streymoy | Fólkakirkjan       | 2007            | Beton     |                          |                                               |
| Húsa kirkja             | Húsar         | Kalsoy   | Fólkakirkjan       | 1920            |           | Foto: Erik Christensen   |                                               |
| Húsavíkar kirkja        | Húsavík       | Sandoy   | Fólkakirkjan       | 1863            |           | Foto: Erik Christensen   | 61°48′34″N 6°40′42″V / 61.80934°N 6.67845°V   |
| Hvalbiar kirkja         | Hvalba        | Suðuroy  | Fólkakirkjan       | 1935            |           | Foto: Erik Christensen   |                                               |
| Hvalvíkar kirkja        | Hvalvík       | Streymoy | Fólkakirkjan       | 1829            |           |                          |                                               |
| Hvannasunds kirkja      | Hvannasund    | Viðoy    | Fólkakirkjan       | 1949            |           | Foto: Erik Christensen   |                                               |
| Kaldbaks kirkja         | Kaldbak       | Streymoy | Fólkakirkjan       | 1835            |           | Foto: Erik Christensen   | 62°03′30″N 6°49′57″V / 62.05834°N 6.83258°V   |
| Kirkjubøar kirkja       | Kirkjubøur    | Streymoy | Fólkakirkjan       | 1200-tallet     | Sten      | Foto: Erik Christensen   | 61°57′06″N 6°47′35″V / 61.9516°N 6.7931°V     |
| Kirkjan á Kirkju        | Kirkja        | Fugloy   | Fólkakirkjan       | 1933            | Træ, sten | Foto: Eileen Sandá       |                                               |
| Kollafjarðar kirkja     | Kollafjørður  | Streymoy | Fólkakirkjan       | 1837            |           | Foto: Erik Christensen   |                                               |
| Kvívíkar kirkja         | Kvívík        | Streymoy | Fólkakirkjan       | 1903            |           | Foto: Erik Christensen   | 62°07′03″N 7°04′29″V / 62.11755°N 7.0746°V    |
| Leirvíkar kirkja        | Leirvík       | Eysturoy | Fólkakirkjan       | 1906            |           | Foto: Fotojes            |                                               |
| Magnuskatedralen (ruin) | Kirkjubøur    | Streymoy | -                  | 1300 (cirka år) | Sten      | Foto: Erik Christensen   | 61°57′07″N 6°47′31″V / 61.95184°N 6.79207°V   |
| Mariukirkjan            | Tórshavn      | Streymoy | Den katolske kirke | 1987            |           | Foto: Erik Christensen   | 62°00′52″N 6°46′47″V / 62.0144°N 6.7798°V     |
| Miðvágs kirkja          | Miðvágur      | Vágar    | Fólkakirkjan       | 1952            |           | Foto: Torbenbrinker      | 62°02′53″N 7°11′40″V / 62.04815°N 7.19445°V   |
| Mikladals kirkja        | Mikladalur    | Kalsoy   | Fólkakirkjan       | 1859 og 1915    |           | Foto: Erik Christensen   |                                               |
| Mykinesar kirkja        | Mykines       | Mykines  | Fólkakirkjan       | 1879            |           | Foto: Arne List          | 62°06′14″N 7°38′38″V / 62.10401°N 7.6439°V    |
| Nólsoyar kirkja         | Nólsoy        | Nólsoy   | Fólkakirkjan       | 1863            |           | Foto: Erik Christensen   |                                               |
| Norðskála kirkja        | Norðskáli     | Eysturoy | Fólkakirkjan       | 1932            |           | Foto: Erik Christensen   |                                               |
| Oyndarfjarðar kirkja    | Oyndarfjørður | Eysturoy | Fólkakirkjan       | 1838            |           | Foto: Erik Christensen   |                                               |
| Porkeris kirkja         | Porkeri       | Suðuroy  | Fólkakirkjan       | 1847            | Træ       | Foto: Erik Christensen   | 62°28′51″N 6°44′47″V / 62.4808°N 6.7463°V     |
| Rituvíkar kirkja        | Rituvík       | Eysturoy | Fólkakirkjan       | 1955            |           | Foto: Erik Christensen   |                                               |
| Saksunar kirkja         | Saksun        | Streymoy | Fólkakirkjan       | 1858            | Træ, sten | Foto: Erik Christensen   | 62°14′47″N 7°10′47″V / 62.2463°N 7.1798°V     |
| Sandavágs kirkja        | Sandavágur    | Vágar    | Fólkakirkjan       | 1917            |           | Foto: Ulrich Latzenhofer | 62°03′14″N 7°09′06″V / 62.05393°N 7.15155°V   |
| Sands kirkja            | Sandur        | Sandoy   | Fólkakirkjan       | 1839            | Træ       | Foto: Marita Gulklett    | 62°49′59″N 6°48′42″V / 62.8331°N 6.81173°V    |
| Sandvíkar kirkja        | Sandvík       | Suðuroy  | Fólkakirkjan       | 1908            |           | Foto: Erik Christensen   |                                               |
| Selatraðar kirkja       | Selatrað      | Eysturoy | Fólkakirkjan       | 1925            |           | Foto: Erik Christensen   |                                               |
| Sjóvar kirkja           | Strendur      | Eysturoy | Fólkakirkjan       | 1834            | Træ       | Foto: Erik Christensen   |                                               |
| Skála kirkja            | Skála         | Eysturoy | Fólkakirkjan       | 1940            | Sten      | Foto: Erik Christensen   |                                               |
| Skálavíkar kirkja       | Skálavík      | Sandoy   | Fólkakirkjan       | 1891            | Sten      | Foto: Eileen Sanda       |                                               |
| Skopunar kirkja         | Skopun        | Sandoy   | Fólkakirkjan       | 1897            |           | Foto: Erik Christensen   |                                               |
| Skúvoyar kirkja         | Skúvoy        | Skúvoy   | Fólkakirkjan       | 1891            |           | Foto: (Eileen Sanda)     |                                               |
| Sumbiar kirkja          | Sumba         | Suðuroy  | Fólkakirkjan       | 1877            |           | Foto: Erik Christensen   |                                               |
| Svínoyar kirkja         | Svínoy        | Svínoy   | Fólkakirkjan       | 1879            |           |                          |                                               |
| Sørvágs kirkja          | Sørvágur      | Vágar    | Fólkakirkjan       | 1886            |           | Foto: Erik Christensen   | 62°04′23″N 7°18′33″V / 62.07299°N 7.30912°V   |
| Tjørnuvíkar kirkja      | Tjørnuvík     | Streymoy | Fólkakirkjan       | 1937            |           | Foto: Erik Christensen   | 62°17′21″N 7°08′54″V / 62.28929°N 7.14822°V   |
| Tórshavn Domkirke       | Tórshavn      | Streymoy | Fólkakirkjan       | 1788            |           | Foto: Henrik Dvergsdal   | 62°00′35″N 6°46′18″V / 62.009653°N 6.771667°V |
| Tvøroyrar kirkja        | Tvøroyri      | Suðuroy  | Fólkakirkjan       | 1908            |           | Foto: Erik Christensen   | 61°33′14″N 6°48′04″V / 61.5539°N 6.801°V      |
| Vesturkirkjan           | Tórshavn      | Streymoy | Fólkakirkjan       | 1975            |           | Foto: Erik Christensen   | 62°00′27″N 6°47′03″V / 62.0075°N 6.784167°V   |
| Vágs kirkja             | Vágur         | Suðuroy  | Fólkakirkjan       | 1939            |           |                          |                                               |
| Vestmanna kirkja        | Vestmanna     | Streymoy | Fólkakirkjan       | 1895            |           | Foto: Erik Christensen   |                                               |
| Viðareiðis kirkja       | Viðareiði     | Viðoy    | Fólkakirkjan       | 1892            | Sten      | Foto: Erik Christensen   | 62°21′36″N 6°32′34″V / 62.360111°N 6.542833°V |